# 残粒园
31°19′13″N 120°37′14″E / 31.320249°N 120.62063°E
残粒园位於中國江蘇省苏州市人民路裝駕橋巷34號，是蘇州市文物保護單位之一。残粒园是面積最小的蘇州古典園林。

## 歷史
残粒园原名东园，建於清朝末年，在光绪年间屬扬州姚姓盐商名下，後來改归姚大赉所有。
民國時期，知名画家吴待秋遊歷蘇州，受當地风土人情、名胜古迹吸引，想在當地一處庭院定居；1920年代（一說1927年，一說1929年），吴待秋決定以一万两银子買下东园，装点亭台山水，攜眷入住。對「残粒园」一名由來，有說是吴待秋以詩句「红豆啄残鹦鹉粒」命名（另有一說為「香稻啄残坞坞粒」）。
吴待秋一直居於残粒园，直至逝世；他的兒子吴劷木一度住在园內，並在园裡繼續父親的藝術創作。
在2000年代前後，残粒园進行大維修，耗資四万人民幣，修繕項目包括修复亭木表面油漆、清洗假山缝隙、粉刷部分墙面；但由於年代久远，残粒园仍有一些問題，例如一些墙体後來出現倾斜。
至2015年，残粒园仍属於吴待秋家族的私人产权，由吴待秋孙吴元和两个叔叔共同擁有，但吴家子孙不再住在园中，只有吴元之母独居在內，不对外界开放；吴家希望政府收购残粒园，以便提供专业保护，但产权持有者之間未有商討，市政府亦未有計劃。
残粒园在1998年11月列為蘇州市文物保護單位，並在2015年8月由苏州园林与绿化管理局列入苏州园林名录。1998年11月24日，苏州市人民政府公布，其入选第四批苏州市文物保护单位。

## 景觀和特色
残粒园是一座典型的小第宅园林，佔地約140平方米，形狀近似方形，东西宽10米、南北长约12米，為面積最小的苏州古典园林，甚至可能是最小的中國古典园林。其佈局為周边式佈局，能夠善用空間。园內建有半亭，是园內唯一建筑物，作為全园主要景观和主体建筑。园中央設水池，沿池邊有湖石和石矶；园內還設有花台、假山、石洞、池水、花园，墙上種植了紫藤。